# Ulrike Tortora
Ulrike Tortora (* 1963 in Freiburg im Breisgau) ist eine deutsche Filmeditorin.

## Leben
Ulrike Tortora wurde ab 1986 Schnitt-Assistentin bei Alexander Kluge. Seit 1988 ist sie freischaffende Filmeditorin, sowohl im Dokumentarbereich wie auch im Spielfilm. 2014 wurde sie mit dem Deutschen Kamerapreis für ihre Arbeit beim Dokumentarfilm Der Kapitän und sein Pirat geehrt. Tortora ist Mitglied der Deutschen Filmakademie und seit 2018 als Honorarprofessorin an der Hochschule für Fernsehen und Film München tätig.

## Filmografie (Auswahl)
- 2001: Malunde
- 2006: Auftauchen
- 2011: Jasmin
- 2012: Schlusspunkt (Kurzfilm)
- 2013: Der Kapitän und sein Pirat (Dokumentarfilm)
- 2013: Walaa! (Dokumentarfilm)
- 2017: Einmal bitte alles
- 2017: Sommerhäuser
- 2018: Im Land meiner Kinder (Dokumentarfilm)
- 2019: Kinder (Dokumentarfilm)
- 2019: Tiere (Dokumentarfilm)
- 2019: Body of Truth (Dokumentarfilm)
- 2022: Tatort: Schattenkinder
- 2022: Tatort: Risiken mit Nebenwirkungen
- 2023: Für immer
- 2023: Mordsschwestern – Verbrechen ist Familiensache (Fernsehserie, 3 Folgen)
- 2024: Polizeiruf 110: Schweine
- 2025: Azza (Dokumentarfilm)